# Lísek (Postupice)
Lísek (Duits: Lisek) is een Tsjechische plaats in de gemeente Postupice, regio Midden-Bohemen, en maakt deel uit van het district Benešov. Het dorp ligt op 1 kilometer afstand van Postupice.
Lísek telt 120 inwoners (2021).

## Geschiedenis
De eerste schriftelijke vermelding van het dorp dateert van 1720.
Sinds 1960 is Lísek volledig ondergebracht bij het district Benešov.

## Verkeer en vervoer

### Autowegen
Er leidt een regionale weg naar het dorp.

### Spoorlijnen
Station Postupice ligt in Lísek, aan spoorlijn 222 Benešov - Vlašim - Trhový Štěpánov. De lijn is enkelsporig en werd tussen Benešov en Vlašim in 1895 geopend.

### Buslijnen
Er is één bushalte in het dorp, naast het station:
| Halte            | Lijn(en) | Traject(en)         | Vervoerder(s) |
| ---------------- | -------- | ------------------- | ------------- |
| Postupice, Lísek | 750      | Benešov - Načeradec | CŠAD Benešov  |

## Bezienswaardigheden
- Dorpskapel

## Galerij

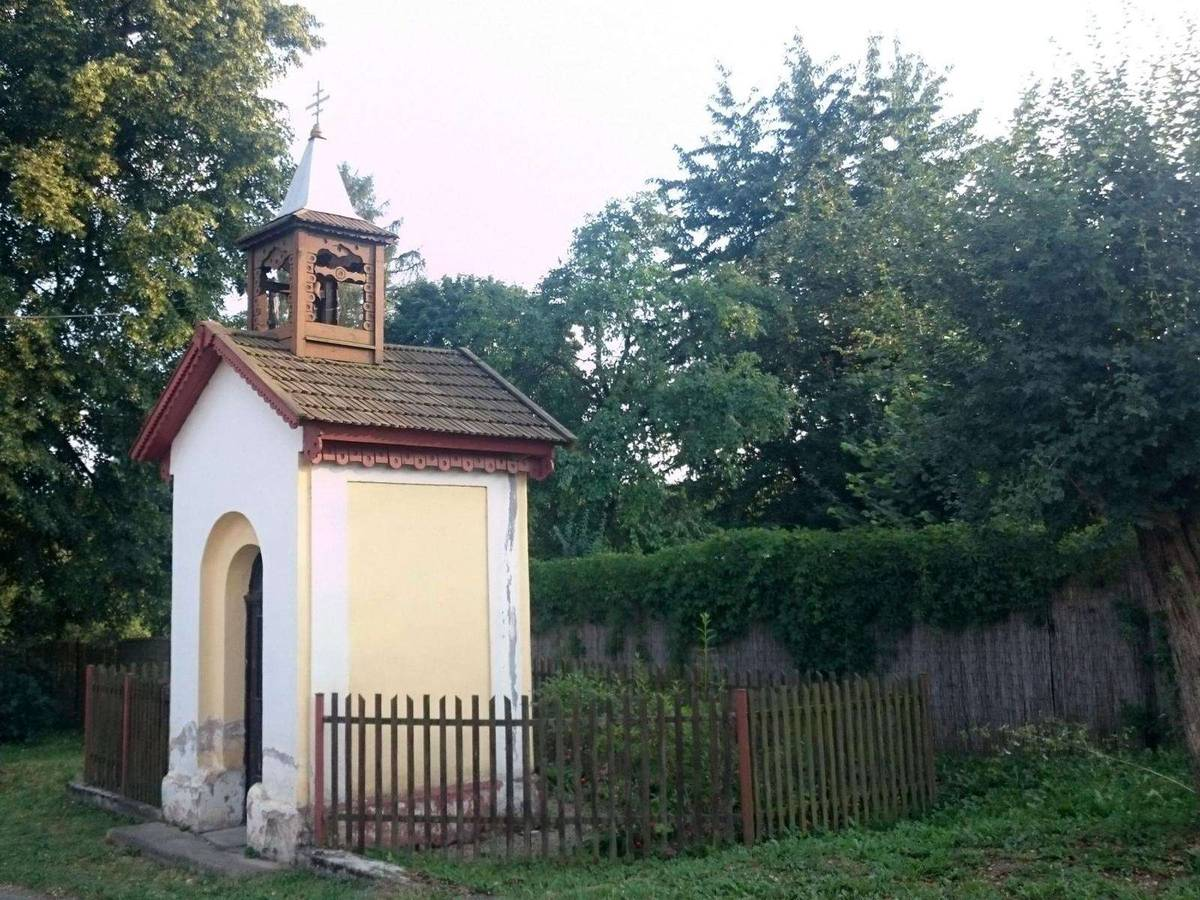
Dorpskapel (2021)
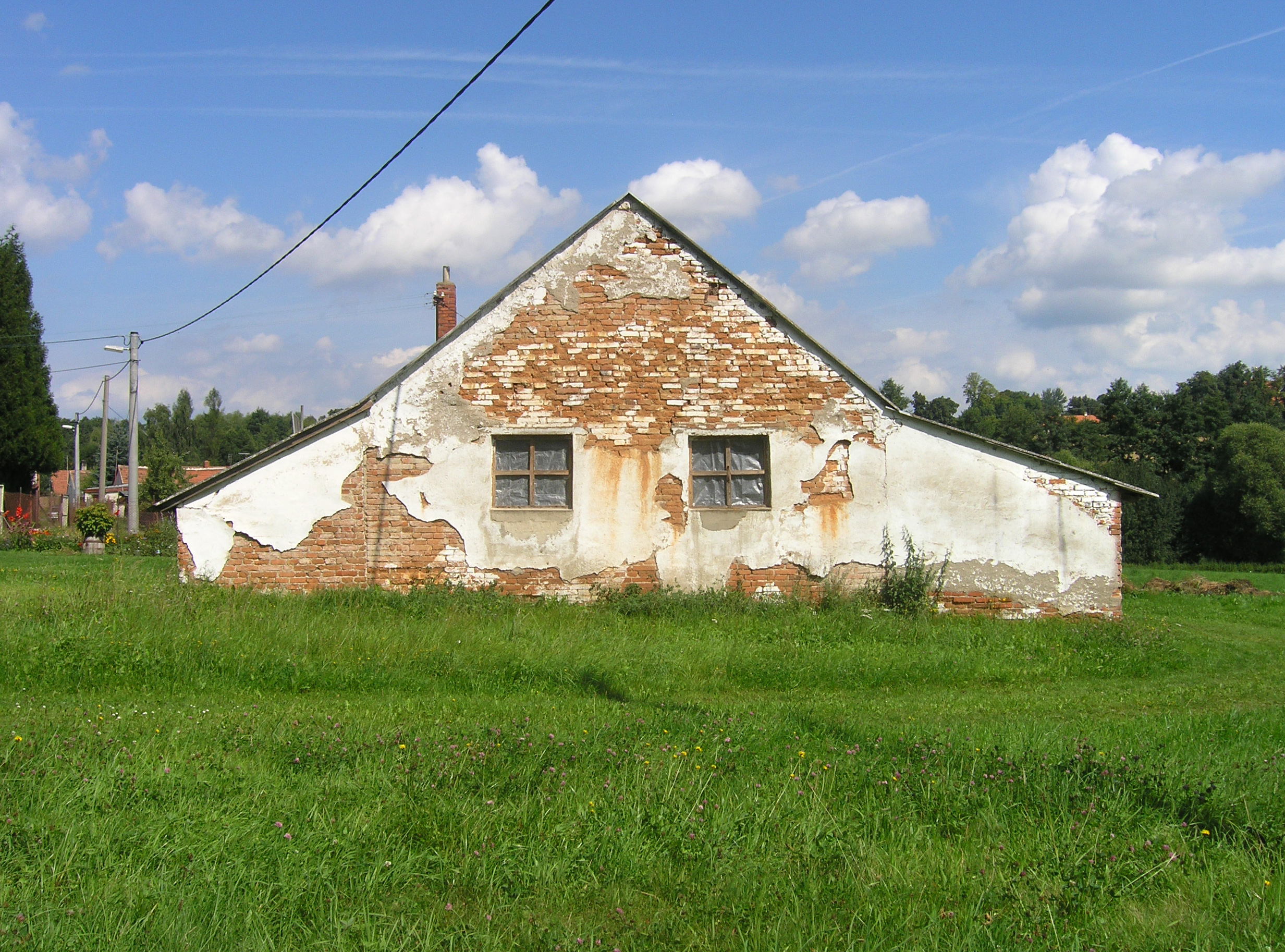
Boerderij in het dorp (2011)
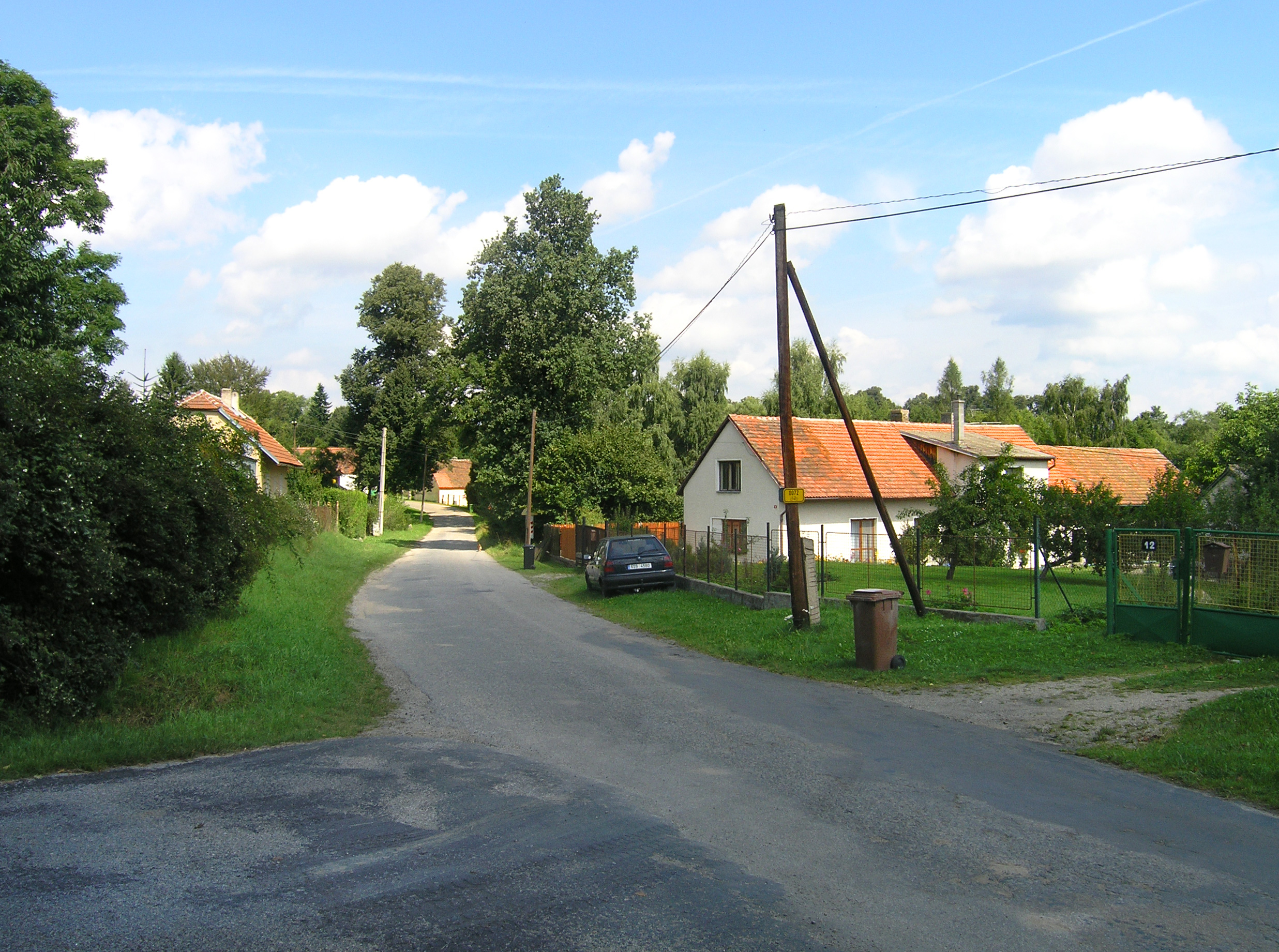
Dorpsgezicht (2011)
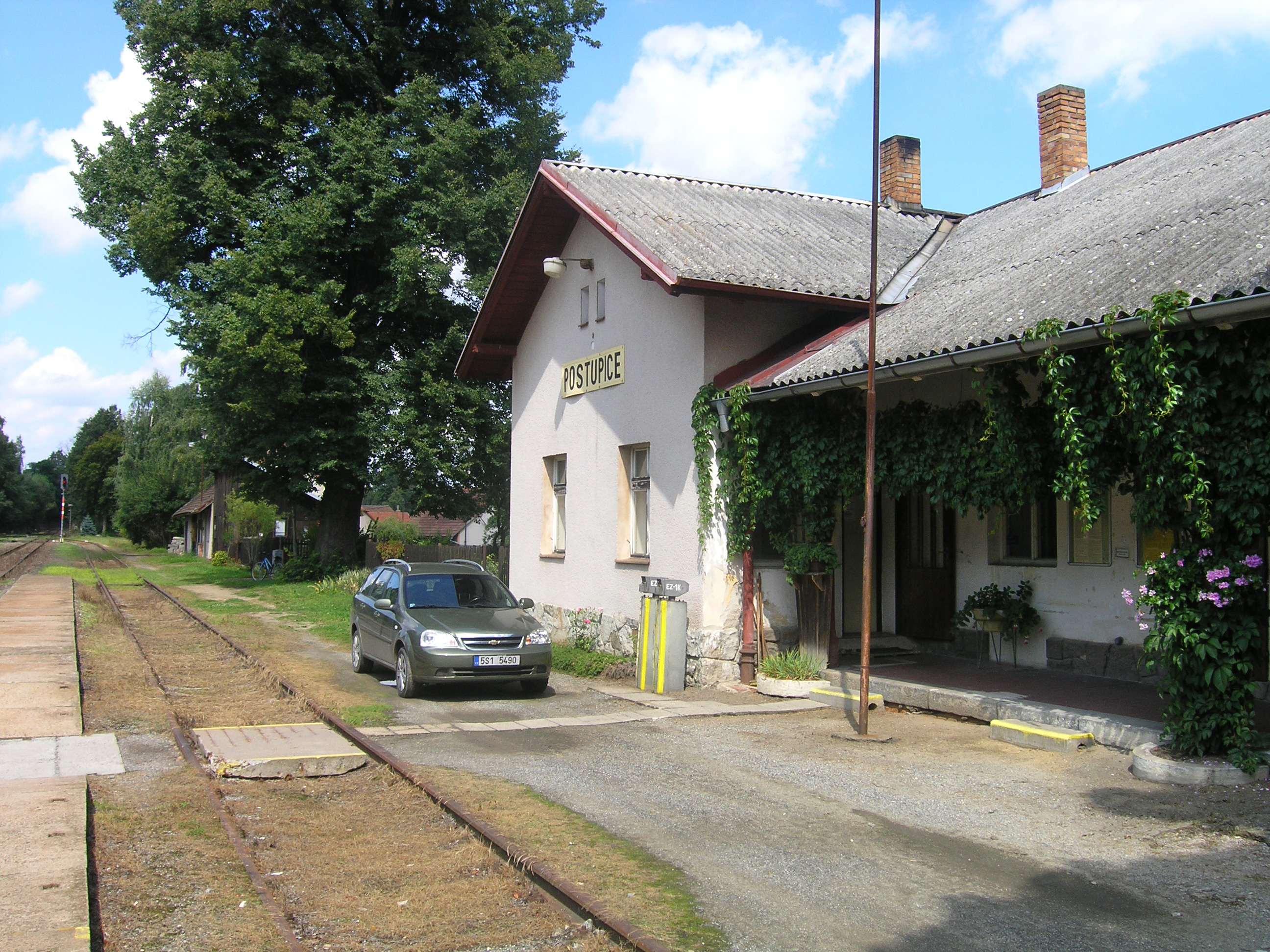
Station Postupice in Lísek (2011)
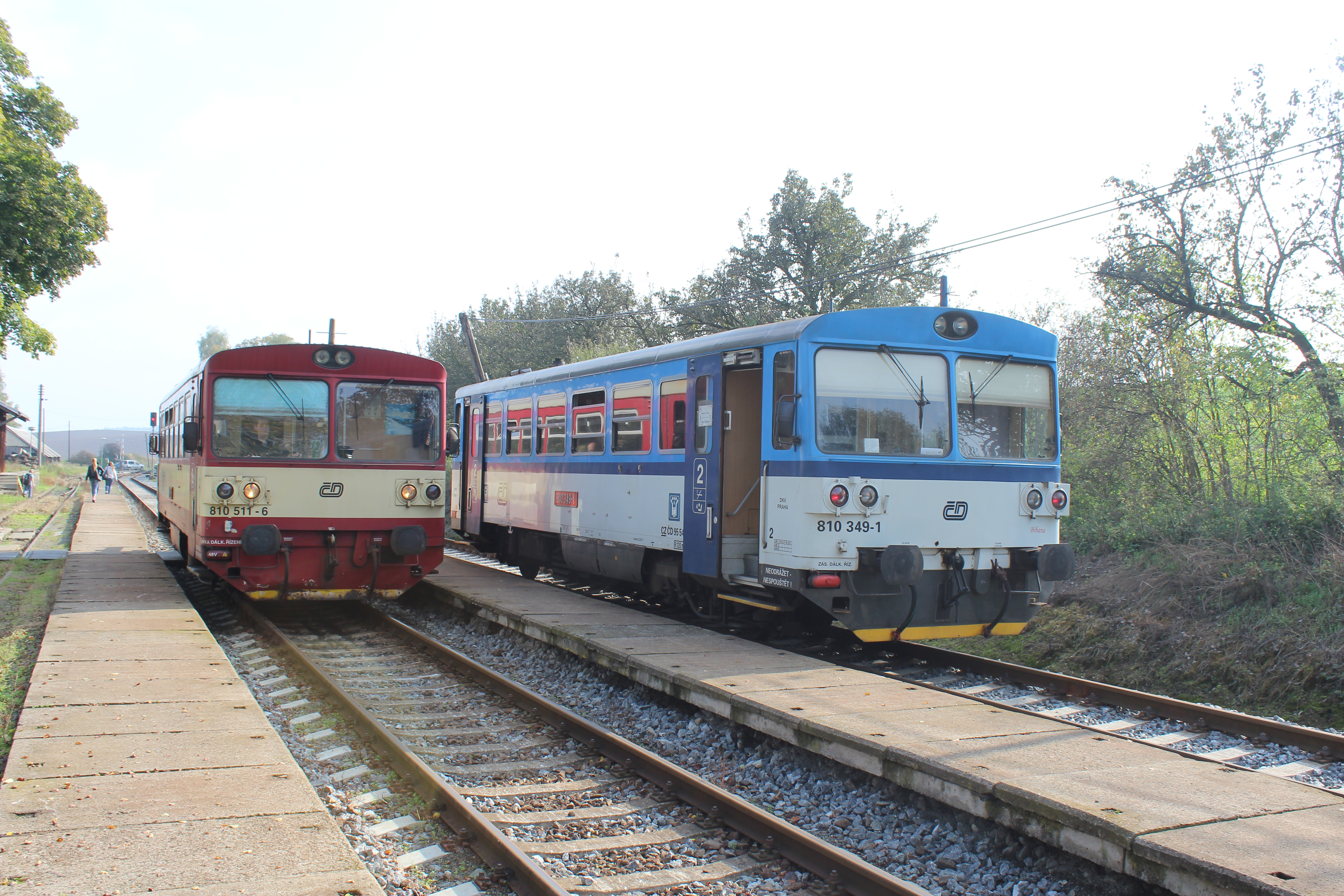
Treinen op het station (2014)